# Lê Đức Thọ
Lê Đức Thọ, tên khai sinh Phan Đình Khải (10 tháng 10 năm 1911 theo tài liệu chính thức hoặc 14 tháng 10 năm 1911 theo tài liệu của Mỹ, 30 tháng 12 năm 1911 theo gia phả – 13 tháng 10 năm 1990) là chính khách Việt Nam, nguyên Cố vấn Ban Chấp hành Trung ương Đảng Cộng sản Việt Nam, nguyên Thường trực Ban Bí thư, nguyên Trưởng Ban Tổ chức Trung ương, phụ trách nhân sự của Đảng Cộng sản Việt Nam suốt một thời kỳ dài 1956-1982, trực tiếp phụ trách đoàn ngoại giao Việt Nam đàm phán với Mỹ về Hiệp định Paris. Sau khi Hiệp định Paris được ký kết, ông Thọ trở thành người châu Á đầu tiên được trao tặng giải Nobel Hòa bình cùng với Ngoại trưởng Hoa Kỳ Henry Kissinger vào năm 1973, nhưng ông đã từ chối nhận giải với lý do Ủy ban Giải đặt ngang bằng kẻ xâm lược và người bị xâm lược, giữa kẻ gây chiến tranh và người tạo hòa bình. Đó là giải Nobel duy nhất dành cho người Việt cho đến nay.

## Tiểu sử

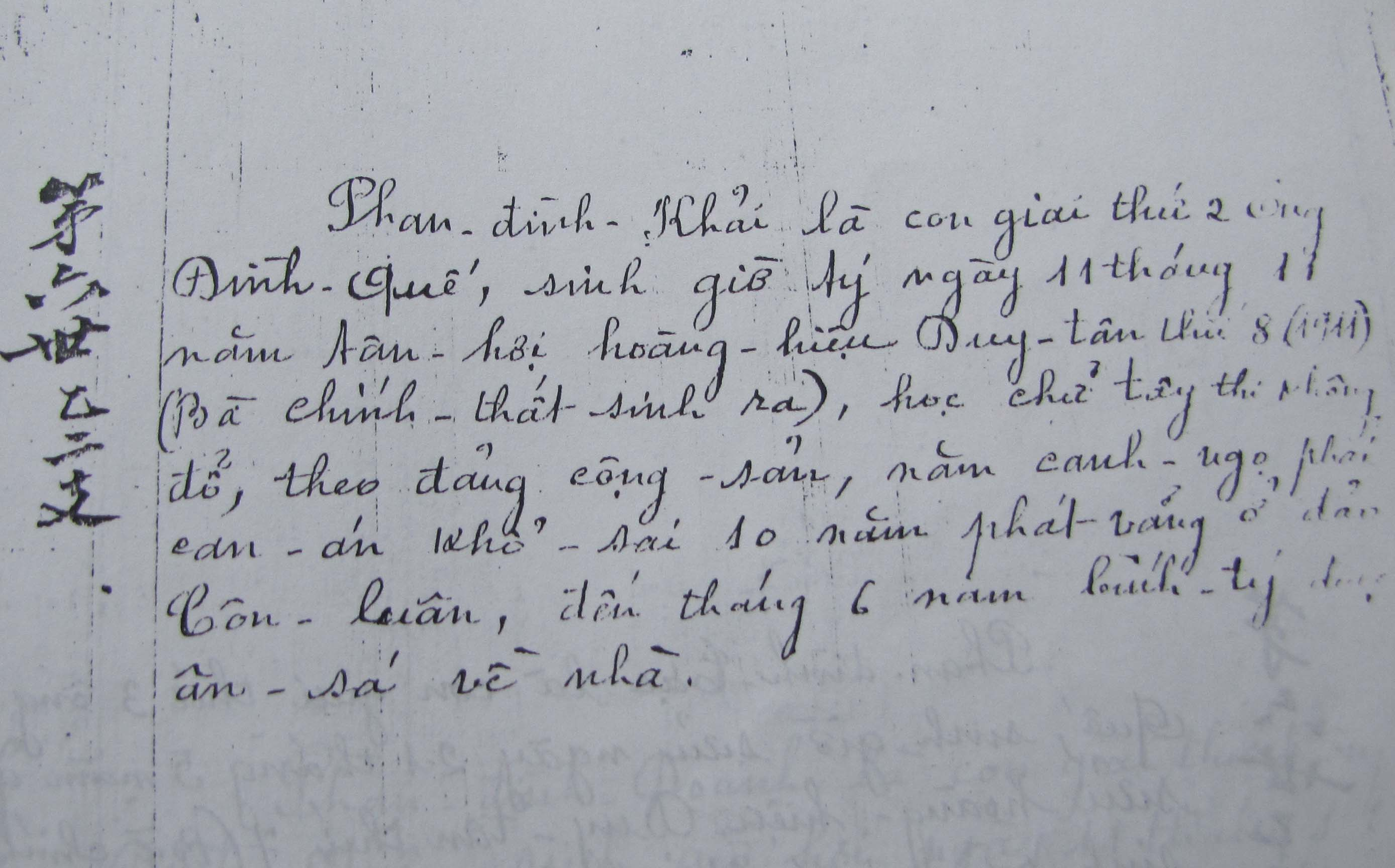
Gia phả họ Phan (Nam Vân) ghi: Phan Đình Khải là con trai thứ 2 ông Đình Quế, sinh giờ Tý, ngày 11 tháng 11 năm Tân Hợi, hoàng hiệu Duy Tân thứ 8 (1911) (bà chính thất sinh ra), học chữ Tây thi không đỗ, theo Đảng Cộng sản, năm Canh Ngọ phải can án khổ sai 10 năm phát vãng ở đảo Côn Luân, đến tháng 6 năm Bính Tý được ân sá về nhà. Ngày 11 tháng 11 năm Tân Hợi là ngày 30 tháng 12 năm 1911.

Lê Đức Thọ tên thật là Phan Đình Khải, sinh tại thôn Địch Lễ, xã Nam Vân, huyện Nam Trực, tỉnh Nam Định nay là phường Nam Vân (TP Nam Định). Ông là anh trai của tướng quân hậu cần Đinh Đức Thiện và đại tướng Mai Chí Thọ.
Lê Đức Thọ trở nên tích cực trong chủ nghĩa dân tộc Việt Nam khi còn là một thiếu niên và trải qua phần lớn thời niên thiếu của mình trong các nhà tù của Pháp, một trải nghiệm đã khiến ông trở nên cứng rắn. Biệt danh của Lê Đức Thọ là "Sáu Búa" vì tính cách nghiêm khắc của ông. Ông tham gia các hoạt động cách mạng (tổ chức bãi khóa, dự lễ truy điệu nhà chí sĩ Phan Châu Trinh, lãnh đạo phong trào đấu tranh của học sinh...) và bị Pháp bắt giam hai lần (1930-1936 và 1939-1944). Năm 1930, Lê Đức Thọ là một trong những người thành lập Đảng Cộng sản Việt Nam. Chính quyền thực dân Pháp đã giam cầm ông từ năm 1930 đến năm 1936 và một lần nữa từ năm 1939 đến năm 1944.
Người Pháp đã giam ông vào một trong những phòng giam "chuồng cọp" trên nhà tù nằm trên đảo Poulo Condore (nay là Đảo Côn Sơn) ở Biển Đông. Poulo Condore với những phòng giam "chuồng cọp" được coi là nhà tù khắc nghiệt nhất toàn cõi Đông Dương thuộc Pháp.. Trong thời gian ở "chuồng cọp", Lê Đức Thọ phải chịu đói rét, tủi nhục. Cùng với các tù nhân cách mạng khác, ông học văn chương, khoa học, ngoại ngữ và đóng kịch Molière. Mặc dù bị Pháp giam cầm, Pháp vẫn được coi là "xứ sở của văn hóa", và các tù nhân đã bày tỏ "sự tri ân đặc biệt" đối với văn hóa Pháp bằng cách trình diễn các vở kịch của Molière. Sau khi được thả tự do lần thứ hai, ông trở về Hà Nội hoạt động và trực tiếp phụ trách Xứ ủy Bắc Kỳ. Năm 1944 ông được bầu vào Ban Chấp hành Trung ương Đảng Cộng sản Việt Nam.
Năm 1948, Lê Đức Thọ vào miền Nam Việt Nam làm Phó Bí thư, kiêm Trưởng ban Tổ chức Xứ ủy Nam Bộ cho tới Hiệp định Genève được ký kết năm 1954.
Sau khi tập kết ra Bắc năm 1955, ông được bầu vào Bộ Chính trị Đảng Lao động Việt Nam (sau này đổi tên là Đảng Cộng sản Việt Nam) và đắc cử.
Trong các năm từ 1956 đến 1973 và 1976 đến 1982, Lê Đức Thọ làm Trưởng ban Tổ chức Trung ương, theo William Duiker, ông đã nhanh chóng làm cho ban này trở thành bộ máy hiệu quả để điều tra và kiểm soát các đảng viên. Theo một số nguồn tin thì Lê Đức Thọ là một trong những nhân vật có vai trò chính trong Vụ án Xét lại Chống Đảng, Ban Tổ chức Trung ương đã cùng thực hiện điều tra và bắt giữ một số cán bộ, đảng viên làm gián điệp cho nước ngoài
Đầu năm 1968, Lê Đức Thọ trở lại miền Nam làm Phó bí thư Trung ương Cục miền Nam một thời gian ngắn. Sau các cao điểm của đợt 2 và 3 của Tổng công kích và nổi dậy Tết Mậu Thân 1968, Hoa Kỳ và Việt Nam Dân chủ Cộng hòa bắt đầu xúc tiến các cuộc thương lượng bí mật. Đến tháng 5/1968, Chủ tịch Hồ Chí Minh gọi Lê Đức Thọ về gấp Hà Nội, để chuẩn bị sang Paris làm cố vấn cao cấp Đoàn đại biểu Chính phủ Việt Nam Dân chủ Cộng hòa tại Hội nghị Paris. Trong lá thư viết tay gửi Bộ Chính trị, Hồ Chí Minh ghi rõ: "... Anh Sáu (Lê Đức Thọ) nên về ngay (trước tháng 5/1968) để tham gia phái đoàn ta đi gặp đại biểu Mỹ". Chủ tịch Hồ Chí Minh cũng ký sắc lệnh cử ông Xuân Thủy làm Bộ trưởng, Trưởng đoàn đàm phán tại Hội nghị Paris. Trước khi đoàn đàm phán lên đường, Hồ Chí Minh đã căn dặn: đừng để nước Mỹ bẽ bàng, đừng xúc phạm nhân dân Mỹ vì Việt Nam chỉ chiến đấu với giới cầm quyền hiếu chiến của Mỹ, về nguyên tắc quyết không nhượng bộ song về phương pháp thì "dĩ bất biến, ứng vạn biến".
Trong quá trình đàm phán, Lê Đức Thọ thường xuyên bay về nước để báo cáo tình hình đàm phán. Ngày 12/8/1969, Lê Đức Thọ báo cáo tình hình Hội nghị Paris với Chủ tịch Hồ Chí Minh. Đây là ngày cuối cùng Chủ tịch Hồ Chí Minh tự mình xử lý việc nước trước khi lâm bệnh nặng và qua đời.
Cuối năm 1977 đến tháng 1 năm 1979, Bộ Chính trị phân công ông phụ trách Ban Công tác Đặc biệt.
Năm 1980, Lê Đức Thọ làm Bí thư Thường trực Ban bí thư, phụ trách tổ chức. Đến tháng 10 năm 1980 kiêm Trưởng ban Chính trị Đặc biệt.
Từ tháng 3 năm 1983, ông là Bí thư phụ trách Tư tưởng, Nội chính và Ngoại giao.
Năm 1983, ông được cử làm Chủ tịch Ủy ban Quốc phòng.
Năm 1986, Lê Đức Thọ là Trưởng Tiểu Ban Nhân sự Đại hội VI Đảng Cộng sản Việt Nam.
Từ tháng 12 năm 1986, ông là Cố vấn Ban Chấp hành Trung ương Đảng.

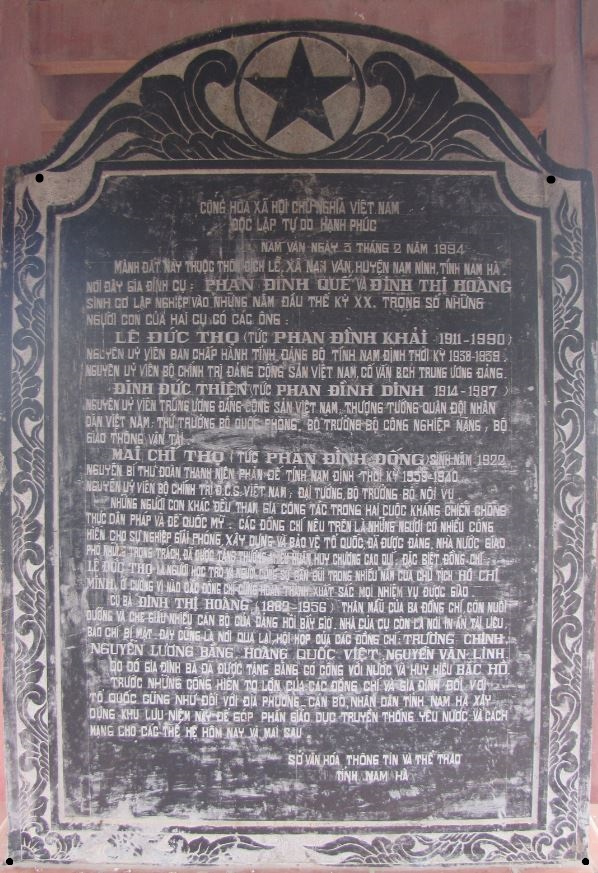
Bia giới thiệu trong khuân viên tưởng niệm ông Lê Đức Thọ

## Cuối đời
Ngày 13 tháng 10 năm 1990, ông được xác nhận là đã qua đời tại Viện quân y 108 vì 1 cơn bạo bệnh. Ông được phát hiện khi đang đương chức Cố vấn Ban chấp hành Trung ương Đảng Cộng sản Việt Nam. Dù xe cứu thương ngay sau đó đã được điều đến để chở ông đến bệnh viện cấp cứu, nhưng cuối cùng ông vẫn không qua khỏi và đã qua đời vào gần trưa chiều cùng ngày. Sau đó, linh cữu của ông được an táng tại nghĩa trang Mai Dịch, Hà Nội.

## Vinh danh
Lê Đức Thọ được trao tặng giải Nobel năm 1973 cùng với Henry Kissinger vì thương thảo thành công Hiệp định Paris chấm dứt chiến tranh, lập lại hoà bình ở Việt Nam, nhưng ông từ chối nhận giải với lý do hòa bình vẫn chưa thực sự lập lại trên đất nước Việt Nam.
Tên ông được đặt cho nhiều tuyến đường phố tại các tỉnh, thành ở Việt Nam. Quê nhà ông còn có khu tưởng niệm.

## Tác phẩm
Lê Đức Thọ cũng là một nhà thơ với một số tập thơ như Trên những nẻo đường (1956), Đường ngàn dặm (1977), Nhật ký đường ra tiền tuyến (1978), Thơ Lê Đức Thọ (1983).

## Gia đình
Cha đẻ là Phan Đình Quế, sinh ngày 8 tháng 2 năm Nhâm Ngọ (1882); mất ngày 3 tháng 4 năm Mậu Thìn (1928).
Mẹ đẻ là Đinh Thị Hoàng, sinh ngày 8 tháng 10 năm Nhâm Ngọ (1882); mất ngày 4 tháng 2 năm Bính Thân (1956)
Ông có 8 anh chị em, gồm 5 trai, 3 gái. Anh ruột ông là Phan Đình Đỗ, sinh 10 tháng 10 năm Ất Tỵ (1905), mất ngày 17 tháng 9 năm Ất Mão (1975). Ông này là thú y Đại học sỹ Đông Dương (tức là bác sĩ thú y ngày nay) là Viện trưởng Viện chăn nuôi đầu tiên (thời kỳ 1952-1954), Phó Viện trưởng kiêm Trưởng phòng Chăn nuôi -Thú y - Viện Khảo cứu Nông Lâm (1955-1957), Viện trưởng Viện Khảo cứu Chăn nuôi (1957-1959).
Chị gái là Phan Thị Thứ (1907-1975)
Em trai là nhà thơ Phan Đình Tạc sinh năm 1913, mất ngày 18 tháng 6 năm 2004
Em trai Phan Đình Dinh, sinh ngày 15 tháng 11 năm 1914; mất ngày 21 tháng 12 năm 1986. Chính là Thượng tướng Đinh Đức Thiện
Em trai Phan Đình Đống chính là Đại tướng Mai Chí Thọ
Em gái là Phan Thị Mận
Em gái là Phan Thị Phượng (1926-2002)
Con trai của ông là Lê Nam Thắng, Nguyên Thứ trưởng Bộ Thông tin và Truyền thông.
Lê Nam Thắng là con trai của ông Lê Đức Thọ và bà Nguyễn Thị Chiếu, tức Tám Chiếu, người Nam Bộ. Với người vợ trước, quê Hải Phòng, ông Lê Đức Thọ có một người con trai tên là Phan Đình Dũng, đã qua đời.